# 金焰壯象鼻魚
金焰壯象鼻魚，為輻鰭魚綱骨舌魚目象鼻魚科的其中一種。分布於非洲喀麥隆沿岸河流，棲息於水底，具有發電器官，用來偵測獵物，體長可達10公分。